# ملتس
ملتس (به آلمانی: Melz) یک شهر در آلمان است که در مکلنبورگیشه زنپلاته واقع شده‌است. ملتس  ۳۹۵ نفر جمعیت دارد.